# عبد الرؤوف حجازي
بروفيسور عبد الرؤوف محمد الحجازي ولد في مدينة طمرة سنة (1959) هو عالم عربي فلسطيني ينتمي لعرب 48 له اكتشافات عالمية في مجالات اختراع الأدوية التي تقي الدماغ في حالات السكتات الدماغية، والتي تحولت إلى شركة ستارت-اب بإدارته.

## نشأته
ولد عبد الرؤوف حجازي في طمرة عام 1959 لاحقا سكن في شعفاط قضاء القدس.  انهى المرحلة الثانوية في القرية. بعدها انتقل إلى دراسة الطب في اسبانيا ومن ثم عاد إلى بلاده . حصل على علامة شرف في البيوكيمياء . عام 1994 توجه إلى جامعة بنسلفانيا لمتابعة ابحاثه. اثناء مكوثه في الولايات المتحدة حصل على لقب محاضر عام 1995 وفي عام 2000 حصل على لقب محاضر أول وفي عام 2007 تمت ترقيته ليصبح بروفيسورا في الطب.

## انجازاته
طبيب وباحث مختص في الكيمياء, واستاذا جامعيا يدرس بكلية الطب والصيدلة. مسؤول عن برامج الماجستير والدكتوراة في البيوكمياء. عين حكما في لجنة التحكيم بمؤسسة معاهد الصحة الوطنية الأمريكية  مؤسسة لدعم الابحاث الطبية بالولايات المتحدة. 
شارك بالكثير من الابحاث العلمية من ضمنها موضوع بحث مادة خاصة بالدماغ حامض اميني يدعى غلوتامات, الذي تسبب ضررا في الدماغ

## وصلات خارجية
قائمة بعناوين الابحاث العلمية